# Buscafantasmas

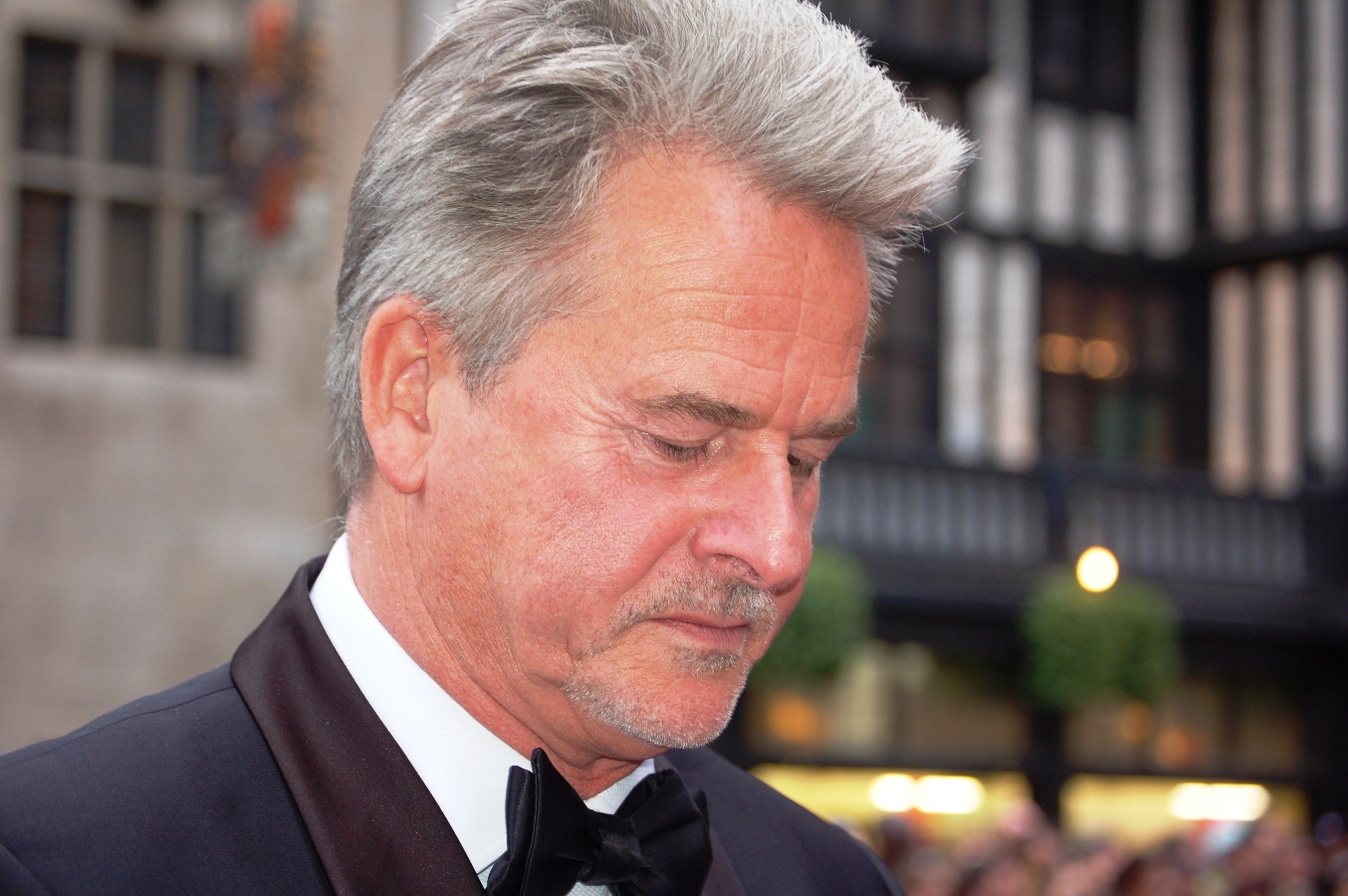
Trevor Eve encarna en la serie a un antropólogo de nombre Johnatan McKensie

Buscafantasmas (en inglés Shadow Chasers) es una serie norteamericana de ciencia ficción y misterio creada por Brian Grazer y Kenneth Johnson. Constó de 14 episodios, de los cuales 10 de ellos fueron puestos al aire por la cadena televisiva ABC television network, mientras que los 4 restantes se emitieron por Armed Forces Network. La serie debutó el 14 de noviembre de 1985 y fue producida por Warner Bros. Television. La serie estuvo protagonizada por Dennis Dugan, Trevor Eve y Nina Foch en los papeles principales. Eve y Dugan ya habían actuado previamente en películas del género del terror como Drácula (1979) donde Eve interpreta el papel de Johnatan Harker o Aullidos (1981) donde Dugan encarna al intrépido Chris Halloran. 

## Sinopsis
Buscafantasmas presentaba al antropólogo británico Jonathan MacKensie (interpretado por Trevor Eve), quien trabajaba para el ficticio Instituto de Investigación Paranormal Georgetown, cuya responsable es la doctora Julianna Moorhouse (Nina Foch), quien mantiene una beca para forzar a Johnatan a investigar una supuesta casa encantada en la que está implicado un adolescente (Bobby Fite). 
Durante la investigación inicial, McKenzie se topa con un excéntrico periodista de tabloide llamado Edgar "Benny" Benedek (Dennis Dugan) pasando a formar equipo con él por mutua conveniencia, ya que benedek posee más conocimientos sobre el mundo de lo paranormal sobre el cual escribe en el periódico o en sus libros, lo cual sirve a McKensie para facilitar el trabajo que pretende Moorhouse.Por otro lado, el contar con la seriedad y renombre a nivel institucional de Johnatan es visto por Benedek como una manera de dar prestigio a sus artículos. Benny y Jonathan no se llevan bien pero se las ingenian para resolver el caso a pesar de sus diferencias.
Los episodios siguientes muestran a Benny y Johnatan aprendiendo a respetarse y a cobrar admiración el uno por el otro .

## Recepción
La serie tuvo una de las audiencias más bajas de los 106 programas de la temporada 1985 - 1986 debido in parte a que había sido puesta al aire en el mismo horario de La familia Cosby, Magnum PI y luego Simon y Simon, alcanzando solo los 5.8 o 5.9 puntos de rating de audiencia.

## Peculiaridades
El piloto de la serie consistió en dos capítulos emitidos de manera separada en el que ambos llevaron por título el mismo nombre de la serie, a diferencia del resto de la temporada donde cada episodio tuvo un título diferente.
Tanto en algunas imágenes promocionales como durante la presentación, podían verse a los protagonistas Bennedek y McKensie formando equipo junto a un simpático e inteligente chimpancé , en un formato similar al de Los Cazafantasmas de Filmation, ain embargo la mascota solo apareció en el episodio # 10 titulado "Let's make a deal" (Hagamos un trato) estrenado el 16 de enero de 1986.